# Plötzlich im letzten Sommer
Plötzlich im letzten Sommer (Originaltitel: Suddenly, Last Summer) ist ein Drama des US-amerikanischen Regisseurs Joseph L. Mankiewicz aus dem Jahr 1959. Der Film basiert auf dem Bühnenstück Plötzlich letzten Sommer (Originaltitel: Suddenly, Last Summer) von Tennessee Williams. Er wurde von Sam Spiegel für die Columbia Pictures in Zusammenarbeit mit Academy Productions und Horizon Films produziert.
Der Schwarzweißfilm spielt in den amerikanischen Südstaaten und stellt die junge Catherine (dargestellt von Elizabeth Taylor) in den Mittelpunkt, die sich nach dem Tod ihres Cousins während einer Europareise in psychiatrischer Behandlung befindet. Um die Wahrheit über die Homosexualität und den gewaltsamen Tod ihres Sohnes zu unterdrücken, plant Catherines exzentrische Tante (Katharine Hepburn), das Mädchen einer ruhig stellenden Gehirnoperation zu unterziehen. Diese soll mit Hilfe eines jungen, finanziell abhängigen Neurologen (Montgomery Clift) durchgeführt werden.
Die Handlungsfragmente von Williams’ Einakter wurden von Gore Vidal auf Filmlänge erweitert. Auf Bestreben der katholischen Legion of Decency wurden jedoch alle direkten Hinweise auf Homosexualität entfernt. Tennessee Williams distanzierte sich später von der Filmfassung seines Werkes. Er warf Regisseur Mankiewicz speziell in Bezug auf das Kannibalismus-Motiv, das im Stück auftaucht, eine allzu realistische Inszenierung vor. Dennoch war dem Film Erfolg an den Kinokassen beschieden, und er brachte seinen Hauptdarstellerinnen Elizabeth Taylor und Katharine Hepburn Oscar-Nominierungen ein.

## Handlung
Die USA im Jahr 1937: Der Chicagoer Arzt Dr. Cukrowicz führt in der Nervenheilanstalt Lions View in New Orleans erste Lobotomien an Patienten durch, die unter starker Schizophrenie leiden. Bei der neurochirurgischen Operation werden Nervenbahnen im Gehirn des Patienten durchtrennt, was zu einer Persönlichkeitsänderung führt. Die Bedingungen, die sich Cukrowicz bieten, sind nicht die besten. Bei einer Operation vor Medizinstudenten fällt eine OP-Lampe aus, der Operationssaal, eine ehemalige Bibliothek, wie auch die gesamte Anstalt, ist stark renovierungsbedürftig. Während sich Dr. Cukrowicz beim Leiter des staatlichen Krankenhauses, Dr. Lawrence Hockstader, beschwert und droht, nach Chicago zurückzugehen, drückt dieser ihm unvermittelt ein Schreiben in die Hand. Der Brief ist von Violet Venable, Witwe und reichster Frau in der Stadt. Sie bekundet Interesse an Cukrowicz’ Arbeit und kündigt an, das Krankenhaus in den Genuss ihrer finanziellen Unterstützung kommen zu lassen. Außerdem möchte sie den Chicagoer Experten in einer dringenden Angelegenheit persönlich sprechen.
Noch am selben Tag sucht Cukrowicz Mrs. Venable in ihrem eleganten Haus auf. Der Gehirnspezialist ist verblüfft, anstatt einer alten Witwe eine mondäne und ganz in Weiß gekleidete ältere Dame nebst ihrer Sekretärin, Miss Foxhill, vorzufinden. Venable, die vor kurzer Zeit ihren Mann und ihren Sohn verloren hat, ist selbst von schwacher Konstitution gekennzeichnet, hält aber das Erbe ihres Sohnes Sebastian aufrecht, das unter anderem aus einem urwaldähnlichen Garten mit Venusfliegenfallen besteht. Der junge und unbekannte Dichter soll nach einem Aufenthalt auf den Galápagos-Inseln auf der Suche nach Gott gewesen sein, wie sich seine ihm sehr zugetane Mutter ausdrückt. Er sei letzten Sommer bei einem Aufenthalt in Europa an einem Herzinfarkt gestorben. Als Cukrowicz Mrs. Venable auf die mögliche finanzielle Unterstützung für Lions View anspricht, berichtet sie ihm von der Nichte ihres verstorbenen Ehemannes, Catherine Holly, die in der Nervenklinik St. Mary’s weilt und an Dementia praecox leiden soll. Catherine hatte Sebastian auf seiner Reise nach Europa im vergangenen Sommer begleitet und ist seit seinem Tod von Wahnvorstellungen, Erinnerungen und Halluzinationen heimgesucht. Sie leidet nach Angaben von Venable unter Wutanfällen und wettert gegen den Charakter und die moralischen Werte ihres verstorbenen Sohnes. Da Catherine nicht mehr in St. Mary’s geduldet wird, weil sie versucht haben soll, einen 60 Jahre alten Gärtner zu verführen, verspricht Cukrowicz, sie aufzunehmen. Trotz der Risiken, die ihr der Arzt unmissverständlich klarmacht, hofft Mrs. Venable auf eine Lobotomie für Catherine in Lions View und will dafür im Gegenzug mit der Sebastian-Venable-Gedenkstiftung Cukrowicz bei seinen Forschungen unterstützen.
Schon bald macht Cukrowicz in der Nervenheilanstalt St. Mary’s die Bekanntschaft mit Catherine Holly. In der Bibliothek versucht die schöne junge Frau im Beisein einer Schwester, in den Genuss einer Zigarette des Gehirnspezialisten zu gelangen. Als sie aufgefordert wird, dies zu unterlassen, verbrennt sie der Schwester mit der Zigarette die Hand. Cukrowicz schickt die Nonne fort, um mit Catherine unter vier Augen sprechen zu können. Diese versucht zuerst mit bitterem Sarkasmus, die Rolle der Nervenkranken aufrechtzuerhalten, gibt diese aber dann nach einer angebotenen Zigarette auf und beginnt zu reden. Sie weiß, dass sie auf Anweisung ihrer Tante in der Nervenheilanstalt weilt, deren Liebe zum Sohn über die einer Mutter hinausging, wie sie zu berichten weiß. Um ihrem Sohn auf einer Reise nahe sein zu können, ließ Mrs. Venable sogar ihren Ehemann im Stich, der im Sterben nach ihr geschickt hatte. Sebastian habe die Menschen außerdem nur ausgebeutet, Catherine habe ihn zu „retten“ versucht. An den Tod ihres Cousins in einem südspanischen Dorf namens Cabeza de Lobo (dt.: „Haupt des Wolfes“) kann sie sich auf Nachfrage aber nur schemenhaft erinnern und erleidet einen Nervenzusammenbruch. Ferner berichtet Catherine ihm, dass sie von einem verheirateten Mann auf einem Fastnachtsball im letzten Frühjahr vergewaltigt wurde und sich seitdem an nichts erinnern könne, was vor diesem einschneidenden Erlebnis geschah. Anscheinend völlig durcheinander, küsst sie Cukrowicz, der Catherine verspricht, bei der Suche nach der Wahrheit behilflich zu sein.
Nach dem Zusammentreffen lässt Cukrowicz sie nach Lions View überführen, wo sie eine Sonderbehandlung erhält. Sie darf ihre eigene Kleidung tragen und wird in den Zimmern der Schwestern untergebracht. Hier erfährt Catherine bei einem Besuch ihrer Mutter Grace Holly und ihres Bruders George, dass Dr. Cukrowicz ein Gehirnchirurg ist und an ihr eine Lobotomie durchführen soll. Violet Venable besteht auf der Operation, da die Familie Holly nur so in den Genuss von Sebastians Erbe in Höhe von 100.000 US-Dollar gelangt. Catherines Mutter hat bereits die Einverständniserklärung unterschrieben. In Panik versucht die junge Frau, aus der Heilanstalt zu fliehen, öffnet aber versehentlich die falsche Tür, wird von geisteskranken männlichen Patienten angefallen und kann gerade noch vor diesen gerettet werden. Das Vertrauen zwischen Cukrowicz und Catherine wurde auf die Probe gestellt, kann aber von dem Arzt wiederhergestellt werden. Ein von diesem arrangiertes Zusammentreffen zwischen Catherine und Violet Venable in der Nervenheilanstalt fördert weitere Erkenntnisse zu Tage. Sebastian zog Catherine seiner Mutter als Reisegefährtin vor, da diese mit dem Alter ihre Anziehungskraft verloren hatte. Sowohl seine Cousine als auch seine Mutter benutzte er, um in den mondänen Urlaubsorten schneller Kontakte mit jungen Männern schließen zu können. Während Mrs. Venable versucht, Dr. Hockstader zu überreden, die Operation an Catherine vorzuverlegen, unternimmt Catherine einen Suizidversuch, kann aber von einem Pfleger vor dem mehrere Meter tiefen Sturz bewahrt werden.
Dr. Cukrowicz zweifelt inzwischen stark an Catherines Geisteskrankheit und arrangiert am nächsten Tag im Hause von Mrs. Venable erneut ein Zusammentreffen zwischen Tante und Nichte. Er verabreicht seiner Patientin eine Spritze, woraufhin sich Catherine im Beisein Violet Venables, deren Sekretärin Miss Foxhill, Dr. Hockstaders sowie ihrer Mutter und ihres Bruders an die Geschehnisse im letzten Sommer erinnern kann. Nach der Vergewaltigung hatte Catherine begonnen, ein Tagebuch in der dritten Person zu führen, wurde aber von Sebastian aus ihrer Agonie gerissen und als Reisebegleitung nach Europa ausgewählt. Der ruhelose junge Mann verlor während des Aufenthalts jedoch seine Inspiration für die seiner Mutter so wichtige poetische Arbeit und zeigte sich gegenüber weiblichen Avancen unempfänglich. In Cabeza de Lobo, wo Sebastian den Tod fand, ließ er seine Cousine in einem öffentlichen Freibad gegen ihren Willen einen aufreizenden Badeanzug tragen, der im Wasser transparent erschien, damit junge Männer auf Catherine aufmerksam wurden. Durch dieses Manöver gelangte Sebastian in Kontakt mit Männern, denen er mit reichlichen Trinkgeldern imponierte. Bei einem Restaurantbesuch ein paar Tage später wurden Catherine und Sebastian wie schon zuvor von hungrigen Straßenkindern angebettelt. Als beide das Lokal verließen, wurde Mrs. Venables immer kränklicher und verärgerter Sohn vom Mob durch die Straßen bis auf einen Ruinenhügel gejagt und dort unter den Augen Catherines in einem kannibalischen Akt zerrissen. Während Catherine durch das Aussprechen der Wahrheit Befreiung findet, verfällt Violet Venable in geistige Umnachtung.

## Entstehungsgeschichte

### Literarische Vorlage
Der Film basiert auf dem Bühnenstück Plötzlich letzten Sommer (Originaltitel: Suddenly, Last Summer) des erfolgreichen US-amerikanischen Dramatikers Tennessee Williams (1911–1983). Der Einakter wurde am 7. Januar 1958 mit Williams’ Stück Something Unspoken unter dem gemeinsamen Titel Garden District Off-Broadway am York Theatre aufgeführt. Die Regie übernahm Herbert Machiz. Zur Premierenbesetzung gehörten Anne Meacham als Catherine, Hortense Alden als Violet Venable und Robert Lansing als Dr. Cukrowicz.
Suddenly, Last Summer, das seinerzeit offen mit den Tabuthemen Homosexualität, Prostitution, Kannibalismus und Wahnsinn umging, wurde von Kritikern einstimmig begrüßt, und Hauptdarstellerin Anne Meacham erhielt für ihr Porträt der Catherine den Off-Broadway-Theaterpreis Obie als beste Darstellerin. Die London-Premiere des Stückes fand im September 1958 am Arts Theatre mit Patricia Neal als Catherine, Beatrix Lehmann als Violet Venable und David Cameron als Dr. Cukrowicz statt. Suddenly, Last Summer wurde aber von der britischen Kritik vergleichsweise kühl aufgenommen.
Wie in vielen Stücken von Tennessee Williams vereint Suddenly, Last Summer Ereignisse aus dem Leben des Autors und auch aus dem Leben von Williams’ Idol, dem homosexuellen Dichter Hart Crane (1899–1932): Er nahm sich im Alter von 32 Jahren das Leben. Tennessee Williams, selbst homosexuell, war seiner Schwester Rose zugetan, die einen großen Einfluss auf ihn ausübte. Rose Williams war eine elegante Schönheit. Sie litt an Schizophrenie und verbrachte die meiste Zeit ihres Erwachsenenlebens in Nervenheilanstalten. Nach erfolglosen Versuchen, sie zu therapieren, wurde an Rose im Jahr 1943 in Washington eine Lobotomie durchgeführt. Diese neurochirurgische Operation sah eine Durchtrennung von Nervenbahnen im Gehirn des Patienten vor und wurde ursprünglich zur Schmerzausschaltung in extrem schweren Fällen angewendet, die eine Persönlichkeitsänderung hervorrief. Der von dem Italiener Fiamberti und dem Portugiesen Antônio Egas Moniz entwickelte Eingriff (beide erhielten 1949 den Nobelpreis für Medizin) wurde später auch an Patienten mit Psychosen und Depressionen vorgenommen. Die Lobotomie, die wegen der erheblichen Nebenwirkungen bereits Anfang der 1950er Jahre in Verruf geriet, verlief bei Rose Williams verhängnisvoll und verschlechterte ihren Zustand. Tennessee Williams konnte seinen Eltern, die ihre Zustimmung zu der Operation gegeben hatten, nie verzeihen, und der Vorfall soll ihn in den Alkoholismus getrieben haben. Das Thema der geisteskranken Heldin verarbeitete er sowohl mit der Figur der Catherine in Suddenly, Last Summer, als auch mit der der Laura Wingfield und Blanche DuBois in Die Glasmenagerie (1944) bzw. Endstation Sehnsucht (1947). Die Figur des Sebastian in Plötzlich im letzten Sommer gilt wie auch die des Tom Wingfield (Die Glasmenagerie) als autobiografisch gefärbt.

### Verfilmung

#### Drehbuch und Besetzung
Für die Filmversion Plötzlich im letzten Sommer verfasste der ebenfalls homosexuelle Schriftsteller Gore Vidal das Drehbuch ohne Mithilfe von Tennessee Williams, obwohl dessen Name sich später als Mitautor auf dem Skript fand. Williams war zur Zeit der Entstehung des Films auf dem Höhepunkt seiner Karriere, nachdem der Kino-Adaption Die Katze auf dem heißen Blechdach (1958) von Metro-Goldwyn-Mayer (MGM) ein enormer Erfolg beschieden war. Filmproduzent Sam Spiegel hoffte auf einen ähnlichen Erfolg und kaufte Williams die Rechte an dem Theaterstück für 50.000 US-Dollar ab.
Für die Regie wurde der US-Amerikaner Joseph L. Mankiewicz verpflichtet. Der zweifache Oscar-Preisträger arbeitete entgegen seiner Angewohnheit nicht am Drehbuch mit, da seine Frau ein Jahr zuvor verstorben war und er seitdem nichts zu Papier gebracht hatte. Das Skript von Vidal faszinierte Mankiewicz, wie auch Williams’ übrige Arbeiten. „Ich denke, es ist eine sonderbare Mixtur aus Poesie, Drama und einer analytischen, freien Assoziation … Tennessees Konzept von Psychiatrie und Psychiatern ist weit mehr bizarr im Vergleich zur Realität als sein Konzept des Kannibalismus. Sie sind wahrscheinlich eher bereit, auf Kannibalismus zu treffen, als auf Psychiater, die sich verhalten, wie Tennessee sie gebärden lässt. Er hat ein großes Puppentheater-Konzept (Original: „grand guignol concept“) der Psychiatrie: Entweder Sie akzeptieren es, oder nicht. Aber ich denke nicht, dass irgendjemand auf ‚Suddenly, Last Summer‘ als Kommentar an die Psychiatrie blicken sollte oder könnte.“, so Mankiewicz Jahrzehnte später.
Für die Rolle der Catherine wurde die 27-jährige Elizabeth Taylor verpflichtet, die ein Jahr zuvor in der erfolgreichen Filmversion von Die Katze auf dem heißen Blechdach neben Paul Newman mitgewirkt hatte. Die Schauspielerin war zum absoluten Kinokassen-Star aufgestiegen und konnte seit dem Ablauf ihres Studiovertrags mit MGM ihre Filmprojekte frei wählen. Ihr dritter Ehemann, der Filmproduzent Michael Todd, war kürzlich bei einem Flugzeugabsturz verstorben. Taylor sorgte im Jahr der Dreharbeiten für Schlagzeilen, als sie eine Liaison mit dem Entertainer und Sänger Eddie Fisher begann, woraufhin sich dieser von seiner Ehefrau, der bekannten Schauspielerin Debbie Reynolds, scheiden ließ und Taylor ehelichte (im Film sollte Fisher eine Statistenrolle als Straßenjunge annehmen, der Taylor um einen Bissen Brot anbettelt). Für Plötzlich im letzten Sommer erhielt sie die damals unvorstellbar hohe Summe von 500.000 US-Dollar als Gage und avancierte damit zum höchstbezahlten Filmstar ihrer Zeit (1961 sollte sie diese Summe noch verdoppeln und bekam 1.000.000 US-Dollar für Cleopatra, der Stern nannte Elizabeth Taylor „Die teuerste Frau der Welt“). Spiegel entschied sich mit der Wahl Taylors gegen Patricia Neal, deren Darstellung er in der Londoner Inszenierung des Stückes bewundert hatte. „Diesen Film zu verlieren, war der härteste berufliche Rückschlag in meinem Leben“, sollte Neal später bekanntgeben.
Taylor zeigte ein Interesse daran, Montgomery Clift in der männlichen Hauptrolle zu besetzen, mit dem sie bereits an den Filmen Ein Platz an der Sonne (1951) und Das Land des Regenbaums (1957) zusammengearbeitet hatte. Der 38-jährige Schauspieler, der seine eigene Homosexualität vor der Öffentlichkeit geheim hielt, galt zu dieser Zeit als gesundheitlich angeschlagen, was in einem vier Jahre zurückliegenden Autounfall begründet lag, bei dem er starke Verletzungen im Gesicht davongetragen hatte. Clift war Alkohol und anderen Drogen zugetan und als Filmschauspieler kaum noch gefragt. Er weigerte sich standhaft, Angebote für das Fernsehen anzunehmen. „Nur ein Idiot würde Montgomery Clift anstellen“, so Filmproduzent Pandro S. Berman, als man diesem vorschlug, die Rolle des Dimitri in der MGM-Produktion Die Brüder Karamazov (1958) mit Clift zu besetzen, welche später Yul Brynner erhalten sollte. Auf Drängen Elizabeth Taylors erhielt Clift jedoch im Dezember 1958 den Part des Dr. Cukrowicz.
Für die Rolle der berechnenden Violet Venable konnte Katharine Hepburn gewonnen werden, die zu den großen Stars Hollywoods zählte und vor den Dreharbeiten auf einen gewonnenen Oscar als Beste Hauptdarstellerin, sowie sechs Nominierungen zurückblicken konnte. Tennessee Williams erklärte später, die Wahl von Hepburn habe ihn verunsichert, da er sie zuerst als zu jung für die Rolle betrachtet hätte. In der Bühnenfassung hatte Hortense Alden den Part in einem Rollstuhl gespielt. Für weitere Nebenrollen wurden Albert Dekker, Oscar-Preisträgerin Mercedes McCambridge, Gary Raymond und Mavis Villiers verpflichtet. Flüchtig in der Eröffnungssequenz sind Drehbuchautor Gore Vidal und Tennessee Williams’ Lebensgefährte Frank Marlo zu sehen, die als Zuschauer der Lobotomie beiwohnen.

#### Dreharbeiten
Gedreht wurde Plötzlich im letzten Sommer von Mai bis August 1959 in den Shepperton Studios in Surrey sowie im nahe gelegenen London. Die Filmcrew bestand aus überwiegend amerikanischen Darstellern und britischen Technikern, für die im Vergleich zu Hollywood-Verhältnissen weniger Lohn gezahlt wurde. Die Außendreharbeiten fanden an der spanischen Costa Brava statt. Mercedes McCambridge bezeichnete die Stimmung am englischen Filmset als angespannt. Die Dreharbeiten selbst waren für Außenstehende nicht zugänglich. „Jeder, der mit dem Film verbunden war, war so unglücklich“, so McCambridge. Taylor hatte den Tod ihres Ehemannes Mike Todd noch nicht überwunden, während Hepburn sich Sorgen um den Gesundheitszustand ihres Lebensgefährten Spencer Tracy machte. Seit den späten 1950er Jahren wurde Tracy zunehmend kränklicher, weshalb Hepburn ihre eigene Karriere immer wieder zurückstellte, um sich um diesen zu kümmern. Clift quälte sich über die Dreharbeiten hinweg und ließ u. a. seinen Frust ab, indem er sich vor Drehbeginn regelmäßig zum Wormwood-Scrubs-Gefängnis fahren ließ, damit er die dort einsitzenden Strafgefangenen aus seinem Autofenster heraus anschreien konnte.
Von Mankiewicz, der während des Drehs ebenfalls unter gesundheitlichen Problemen litt, wurde Clift als ein „großes Risiko“ angesehen („ein verrückter Betrunkener, ein Tabletten-Benebelter, verwirrt streitsüchtig“). Sein Hauptdarsteller enttäuschte ihn bereits nach den ersten Testaufnahmen, woraufhin Mankiewicz Clift entlassen wollte. Dieser konnte nur sehr schwer seinen Text behalten und sich nicht länger als einen halben Tag konzentrieren. Taylor ergriff jedoch Partei für Clift, woraufhin Sam Spiegel eigenen Angaben zufolge mehrere Stunden mit seinem Hauptdarsteller verbrachte und diesen unter Zuhilfenahme von Kaffee und Tabletten für den Filmdreh ruhigstellte. Die Szenen wurden für Clift in viele kurze Einstellungen eingeteilt. Sowohl Taylor als auch Hepburn verhielten sich ihm gegenüber loyal, auch bei zusätzlichen Proben.
Hepburn selbst missbilligte solche Methoden, und die Dreharbeiten wurden durch einen Disput zwischen Spiegel und Regisseur Joseph L. Mankiewicz und ihr überschattet, wie der US-amerikanische Dramatiker und Schriftsteller Garson Kanin in seinem Buch Tracy and Hepburn (1971) schildert. Aus Kanins Feder stammten die Drehbücher für so erfolgreiche Komödien wie Ehekrieg (1949) und Frank Capras Pat und Mike (1952), die Hepburn und Lebensgefährte Spencer Tracy eine gemeinsame Plattform geboten hatten. Laut Kanin soll Katharine Hepburn sehr darüber aufgebracht gewesen sein, wie Spiegel und Mankiewicz mit Hauptdarsteller Montgomery Clift umgingen, der zeit seines Lebens selbst unter der fehlenden gesellschaftlichen Akzeptanz seiner Homosexualität litt. Nachdem sich herausstellte, dass Hepburn nicht mehr für nachzudrehende Szenen gebraucht werden würde, tadelte sie Mankiewicz und Spiegel, und es kam zu einer Streiterei, wobei nicht klar ist, ob einer oder beide Männer in den Zank involviert waren.
Mankiewicz zeigte sich beeindruckt vom Arbeitspensum Taylors, die er nach einigen Takes zum finalen Monolog („The last-act ‚aria‘ of the girl …“) pausieren ließ und kurze Zeit später physisch und psychisch stark erschöpft vorfand. Als er ihr vorschlug, die Dreharbeiten auf den nächsten Tag zu verschieben, widersprach sie ihm und drehte die gesamte „Williams-Arie“ – in der sich Catherine an die Geschehnisse im letzten Sommer erinnert und ausspricht – noch am selben Tag fertig. „Ihr Talent ist primitiv im besten Sinne des Wortes: Sie besaß nicht die Technik, sich selbst zu schonen; ihre emotionale Hingabe war immer total“, so Mankiewicz, der ihre Leistung in der „Williams-Arie“ Jahrzehnte später als „völlig außergewöhnlich“ (Original: „quite remarkable“) bewertete.

#### Synchronisation
Die deutsche Synchronbearbeitung fertigte 1960 die Aura-Film an. Das Dialogbuch verfasste Beate von Molo, Synchronregie führte Conrad von Molo.
| Rolle                      | Darsteller        | Synchronsprecher    |
| -------------------------- | ----------------- | ------------------- |
| Catherine Holly            | Elizabeth Taylor  | Johanna von Koczian |
| Mrs. Violet Venable        | Katharine Hepburn | Agnes Fink          |
| Dr. Cukrowicz              | Montgomery Clift  | Niels Clausnitzer   |
| Dr. Lawrence J. Hockstader | Albert Dekker     | Klaus W. Krause     |
| George Holly               | Gary Raymond      | Klaus Havenstein    |

## Rezeption
Plötzlich im letzten Sommer wurde am 22. Dezember 1959 in den USA uraufgeführt. Die Werbekampagne der drei Millionen US-Dollar teuren Produktion war vollends auf Elizabeth Taylor zugeschnitten. Das Filmplakat zeigte eine Farbzeichnung von ihr im weißen, tief-dekolletierten Badeanzug mit dem Werbeslogan „Suddenly, last summer, Cathy knew she was being used for something evil!“ (Dt.: „Plötzlich im letzten Sommer wusste Cathy, dass sie für etwas Böses benutzt wurde!“) versehen. Trotz Themen wie Homosexualität, Inzest oder Kannibalismus war der Film ein finanzieller Erfolg und spielte 6,4 Mio. US-Dollar ein. Gleichzeitig war es der erfolgreichste Film, den Columbia Pictures in diesem Jahr herausbrachte.
Plötzlich im letzten Sommer fand auch Widerhall bei der Kritik, die vor allem die Schauspielleistungen der beiden Hauptdarstellerinnen Katharine Hepburn und Elizabeth Taylor lobte. Kritisiert wurde allgemein die Inszenierung von Joseph L. Mankiewicz’ siebzehnter Regiearbeit. Das US-amerikanische Magazin Time bewertete Plötzlich im letzten Sommer als „ein psychiatrisches Kinderzimmer-Drama“, während John McCarten vom New Yorker den Film als „lächerliches und eintöniges Potpourri aus Inzest, Homosexualität, Psychiatrie“ rezensierte. Bosley Crowther (The New York Times) schrieb von einem „ermüdenden“ Film. Die geistige und sexuelle Abartigkeit der Charaktere, die sich in Hysterie, Wahnsinn, Mutterkomplexen, Kuppelei, Homosexualität und Kannibalismus andeute, sei in der Verfilmung teilweise verwischt worden. Dies ist vor allem auf den damals noch gültigen Hays Code zurückzuführen, der auf die moralisch akzeptable Darstellung von unter anderem Kriminalität in US-amerikanischen Spielfilmen Wert legte. Die damaligen Zensoren, vor allem die 1933 gegründete National Legion of Decency, die unzulässige Inhalte in Filmen vehement bekämpfte, hatten Drehbuchautor Gore Vidal dazu veranlasst, viele von Tennessee Williams’ ursprünglichen Dialogen nicht in das Filmskript miteinfließen zu lassen. So wird die Homosexualität Sebastians im Gegensatz zum Bühnenstück nur angedeutet, und sein Gesicht und seine Stimme bleiben für den Zuschauer unerkannt, so Vidal in Vito Russos 1981 veröffentlichten Buch Die schwule Traumfabrik, das sich mit der Darstellung und Wahrnehmung von Schwulen und Lesben im Hollywood-Kino befasst. Nach den Kürzungen nahm die katholische Filmkritik in den Vereinigten Staaten den Film weitestgehend wohlwollend auf.
Tennessee Williams distanzierte sich von der Filmfassung seines Bühnenstücks, lobte aber die Leistungen von Katharine Hepburn und Montgomery Clift. Obwohl Williams Elizabeth Taylors Leistung als Maggie im Film Die Katze auf dem heißen Blechdach sehr lobte, missfiel sie ihm in Plötzlich im letzten Sommer. „Sie [Taylor] war einfach nicht richtig als Catherine Holly …“, so Williams. Sehr kritisch äußerte er sich über die Behandlung des Kannibalismus-Motivs, das Filmregisseur Mankiewicz als zentrale Metapher realistisch auf die Filmleinwand gebannt hatte. Williams selbst hatte sein Bühnenstück wiederholt als „Allegorie“ bezeichnet, „darüber, wie Menschen sich gegenseitig in einem allegorischen Sinn verschlingen“. Eine private Kinovorführung von Produzent Sam Spiegel verließ er und nannte die Filmversion eine Burleske (Original: „travesty“).
In der Bundesrepublik Deutschland feierte Mankiewicz’ Film am 10. März 1960 seine Premiere.
Am 13. November 2005 wurde Plötzlich im letzten Sommer auf dem Buenos Aires Lesbian and Gay Film Festival in Argentinien wiederveröffentlicht. Als einprägsamste Filmszenen gelten allgemein die Sequenz, in der Elizabeth Taylor im transparent erscheinenden weißen Einteiler das Meer verlässt, sowie die Verfolgung und der Tod Sebastians. Letztere wurde in Rob Epsteins und Jeffrey Friedman 1995 entstandenen Dokumentarfilm The Celluloid Closet, basierend auf Vito Russos Buch, mit der Verfolgung Frankensteins durch die Dorfbewohner in James Whales gleichnamiger Verfilmung Frankenstein aus dem Jahr 1931 verglichen.

### Kritiken
- „Der Film blendet durch hervorragende schauspielerische Leistungen (Katharine Hepburn, Elizabeth Taylor). Er ist das, was man als ‘verfilmtes Theater’ bezeichnet. Erst gegen Schluss erreicht er in der Anwendung filmeigener Mittel eine intensive Spannung. Auch dann noch fragt man sich allerdings nach dem Sinn des kunstvoll verschlüsselten Dramas und findet als sichere Antwort nur die, dass sowohl der risikofreudige Produzent Sam Spiegel wie der Regisseur Joseph L. Mankiewicz einen zu kleinen geistigen Nutzen aus so großem Aufwand zogen.“ (film-dienst)
- „Elizabeth Taylor wurde zu Recht als Nichte ausgewählt, aber ihre schweigende Agonie am Höhepunkt ist schier theatralisch angebend. Katharine Hepburn spielt die schurkische und graziöse Matrone mit etwas, was wie ein Storchennest auf ihrem Kopf aussieht und so knochendürr und anmaßend posierend, dass sie eine Mary-Petty-Karikatur darstellt. Montgomery Clift scheint als Gehirnchirurg mit dem Schmerz und der Gleichgültigkeit stark beansprucht … Joseph L. Mankiewicz’ Regie ist belastend und träge, so wie in der Tat der gesamte Dünkel des Dramas. Man hätte es auf der Off-Broadway-Bühne belassen sollen.“ (New York Times)
- „Gäbe es Preise für Synchronisation, hätte die Aura-Film die Vorhand.“ (Filmwoche, 1960[14])

### Auszeichnungen
Elizabeth Taylor galt bei der Oscarverleihung im Jahr 1960 (für das Jahr 1959) als Favoritin auf die Trophäe für die Beste Hauptdarstellerin. Die US-amerikanische Schauspielerin hatte in den letzten zwei Jahren erfolglos mit Das Land des Regenbaums und Die Katze auf dem heißen Blechdach in dieser Kategorie konkurriert und war im Vorfeld für Plötzlich im letzten Sommer mit dem Golden Globe Award als beste Hauptdarstellerin in einem Drama und dem Laurel Award des Motion Picture Exhibitor Magazines ausgezeichnet worden. Taylor konnte sich jedoch bei der Zeremonie am 4. April 1960 im RKO Pantages Theatre nicht gegen die British-Film-Academy-Preisträgerin Simone Signoret durchsetzen, die für Jack Claytons Drama Der Weg nach oben geehrt wurde. Taylor sollte ihren ersten Oscar erst ein Jahr später für Daniel Manns Drama Telefon Butterfield 8 erhalten. Ihre Leinwandpartnerin Katharine Hepburn wurde mit ihrer achten Nominierung für den Oscar und der dritten Golden-Globe-Nominierung bedacht.
| Filmpreis (Auswahl)      | Kategorie                       | Resultat  | Preisträger/ Nominierte                      |
| ------------------------ | ------------------------------- | --------- | -------------------------------------------- |
| Oscarverleihung 1960     | Beste Hauptdarstellerin         | Nominiert | Katharine Hepburn                            |
| Oscarverleihung 1960     | Beste Hauptdarstellerin         | Nominiert | Elizabeth Taylor                             |
| Oscarverleihung 1960     | Bestes Szenenbild               | Nominiert | Oliver Messel, William Kellner, Scott Slimon |
| Golden Globe Awards 1960 | Beste Hauptdarstellerin – Drama | Nominiert | Katharine Hepburn                            |
| Golden Globe Awards 1960 | Beste Hauptdarstellerin – Drama | Gewonnen  | Elizabeth Taylor                             |
| Laurel Awards 1960       | Beste Hauptdarstellerin – Drama | Nominiert | Katharine Hepburn                            |
| Laurel Awards 1960       | Beste Hauptdarstellerin – Drama | Gewonnen  | Elizabeth Taylor                             |
| Laurel Awards 1960       | Beste Filmmusik                 | Nominiert | Buxton Orr, Malcolm Arnold                   |

## Wiederverfilmung
Im Jahr 1993 wurde in den Vereinigten Staaten der Stoff von dem britischen Theater-Regisseur Richard Eyre unter dem Titel Suddenly, Last Summer noch einmal verfilmt. Das 82 Minuten lange Remake, mit Natasha Richardson in der Rolle der Catherine, Maggie Smith als Violet Venable und Rob Lowe als Dr. Cukrowicz, entstand ebenfalls auf Basis von Tennessee Williams’ Bühnenstück und wurde im Rahmen der Serie Great Performances ausgestrahlt. Maggie Smith wurde für ihre Schauspielleistung im Jahr 1993 für den renommierten US-amerikanischen Fernsehpreis Emmy als Beste Hauptdarstellerin in einer TV-Mini-Serie oder Special nominiert, konnte sich aber nicht gegen Holly Hunter (The Positively True Adventures of the Alleged Texas Cheerleader-Murdering Mom) durchsetzen.